# Gornje Selo
Gornje Selo, das „Obere Dorf“, ist ein Ort und eine Katastralgemeinde auf der Insel bzw. Gemeinde Šolta in der kroatischen Gespanschaft Split-Dalmatien in der Adria gegenüber von Split westlich von Brač. Der Ort hat 237 Einwohner.

## Geografie, Verkehr

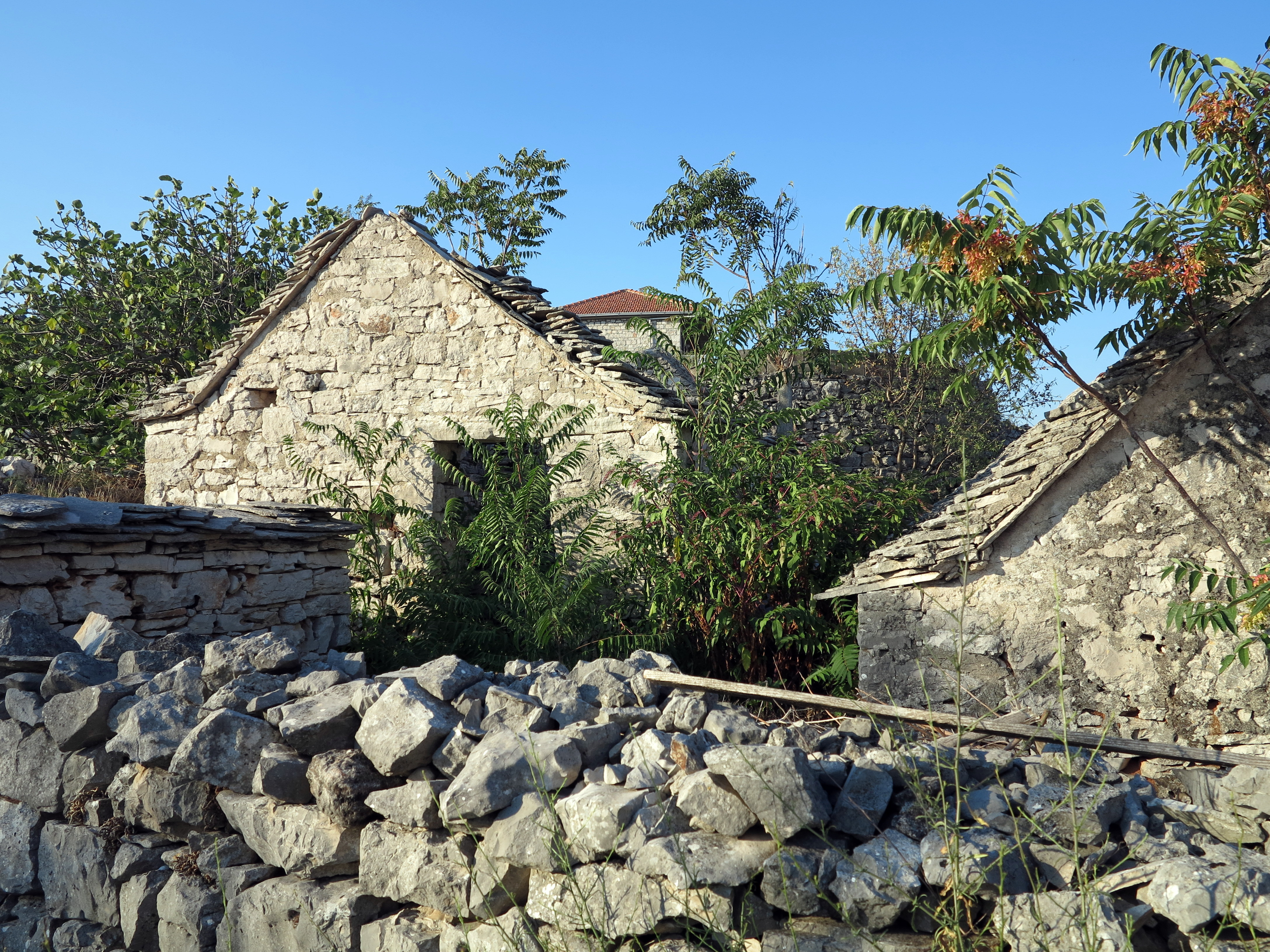
Verfallene steingedeckte Ställe

Das Dorf ist mit dem Festland (Split) über Autofähren bzw. Katamaranfähren verbunden, die im acht Kilometer entfernten Rogač anlegen. Katamaranfähren gibt es auch im drei Kilometer entfernten Stomorska. Gornje Selo liegt im östlichen Teil der Insel an der Staatsstraße D111. Gornje Selo, ist von weitem an seinem Burghügel erkennbar, der unter Tito als Wasserspeicher umgebaut wurde. Das „obere Dorf“ 150 m ü. A. liegt in der Nähe des höchsten Bergs der Insel, des Vela Straža 237 m ü. A., von wo aus es einen Panoramablick nach Hvar und Vis gibt. Südwestlich des Dorfes liegt das Feld Gornje polje. Zur Katastralgemeinde gehört das Gebiet um das Dorf, die Südküste ab der Bucht Senjska, Grabova, die Buchten an der östlichen Spitze Soltas Stračinska, Vela Travna, Livka und die Nordküsten-Buchten Lestimirova und Tanki ratac.

## Wirtschaft

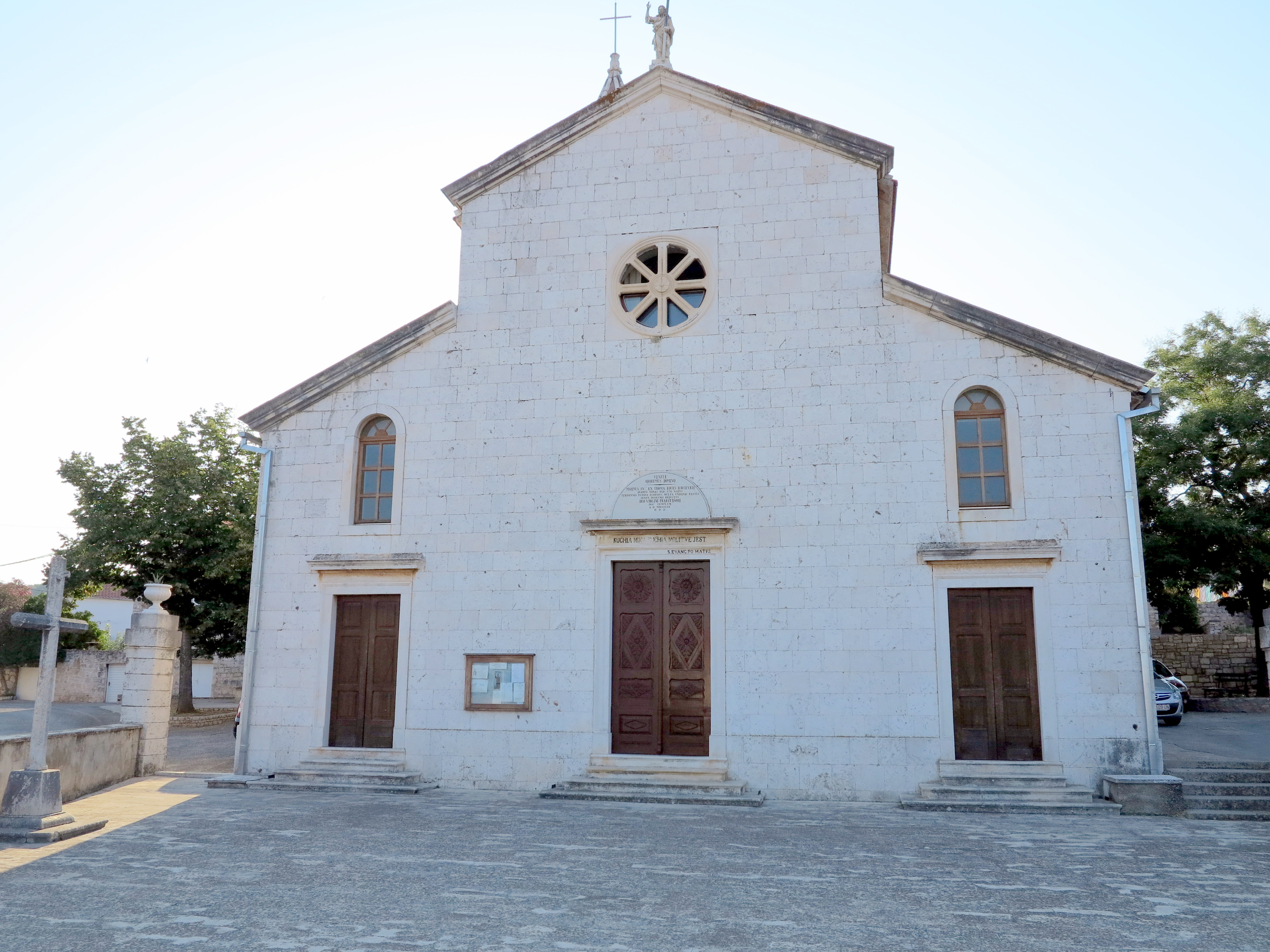
Die zu „kleine“ Kirche

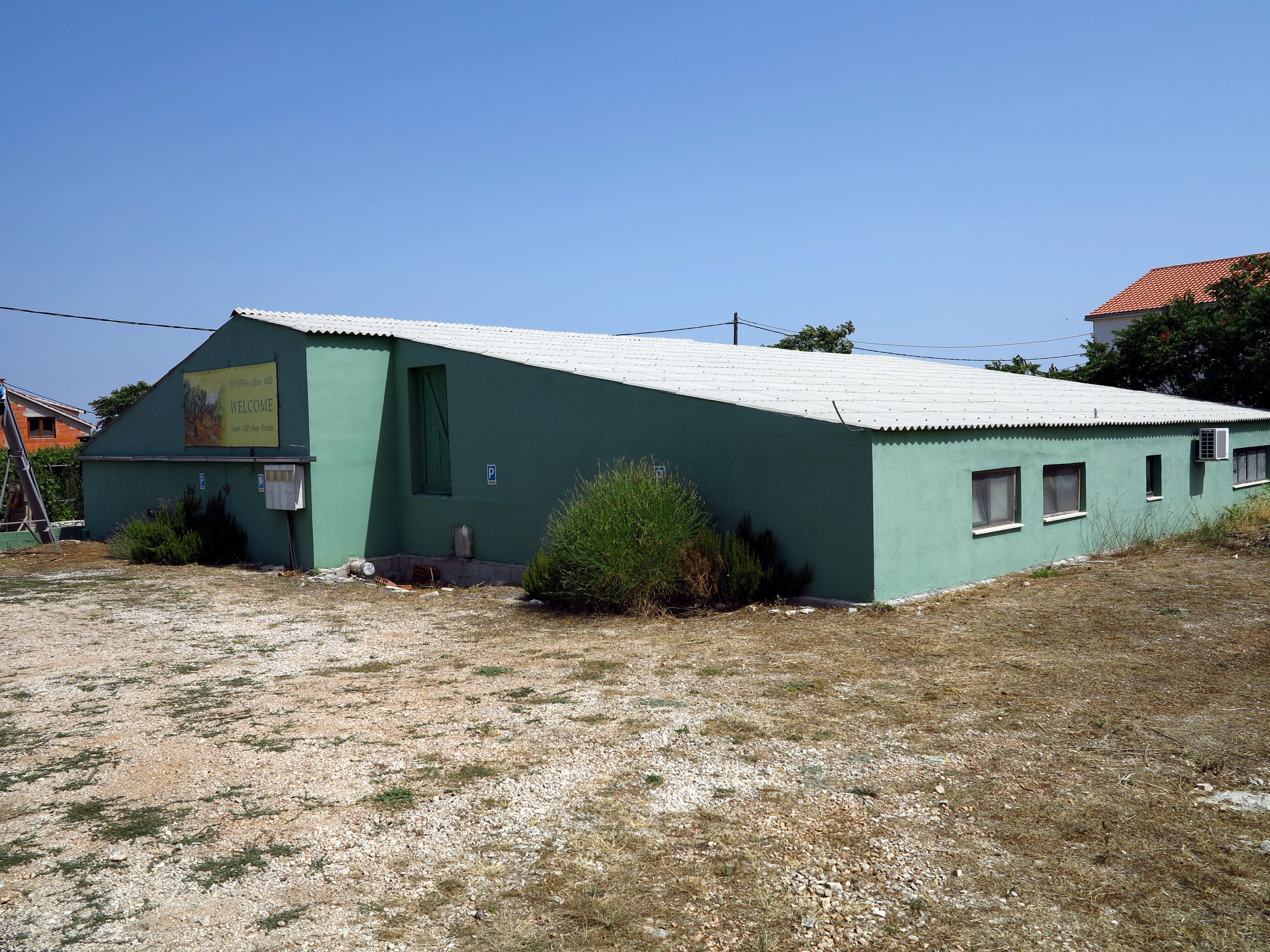
Olivenölpresse

Früher war das Dorf wegen der Kalkbrennerei berühmt. Der große Waldbrand von 2007 im östlichen Teil der Insel, bei dem 70 Hektar Kiefernwälder und Gebüsch verbrannten, legte ein ganzes Netz von Hügelgräbern, einstigen Olivenhainen und Weinterrassen sowie Reste von Kalköfen (Erdgruben) frei. Die Insel war seit der Antike ein Kalklieferant, da es durch die Wälder ausreichend Brennstoff gab. Seit dem Mittelalter waren die Inselbewohner von Šolta verpflichtet, Split mit Kalk zu beliefern. Alleine um Gornje Sele mit 120 Familien gab es 270 Gruben, auf der ganzen Insel rund 600. Um die Wälder vor der weiteren Abholzung zu schützen, wurde 1885 der erste mit Steinkohle beheizte Ofen bei Maslinica gebaut. Vor dem Zweiten Weltkrieg errichtete man jährlich noch 50 bis 150 Kalköfen, die zwischen 200 und 600 Waggons besten Kalk lieferten. In der Bucht von Stomorska wurde 1916 ein großer Ofen für die industrielle Kalkproduktion gebaut, der noch zu sehen ist. Heute wird auf der Insel kein Kalk mehr produziert.
Gegenwärtig leben die Bewohner von Gornje Selo meist als Fischer oder Seemänner.
Die Buchten von Gornje Selo an der südlichen Seite der Insel, über den Landweg nur über schlecht ausgebaute Wege erreichbar, sind völlig naturbelassen und unerschlossen. Die Einheimischen nutzen sie als Fischerhäfen. Es gibt dort noch ein paar kleine einräumige Fischerhütten, rundum etwas Landwirtschaft. Am Anfang der Ortschaft steht die modernste Ölmühle der Insel. Lange galt Gornje Selo als das Dorf mit den reichsten Bauern, da sie weite und ebene Felder hatten.
Noch ist Gornje Selo ein sehr ruhiges Dorf nahezu ohne Tourismus. Für die Bucht Livka plant ein britischer Investor mit 120 Millionen Euro ein touristisches Großprojekt auf 38 Hektar mit Fünfstern-Hotel und Marina mit einer Investitionssumme. Ob Projekte dieser Größenordnung ein Gewinn für die Insel sind, wird heftig diskutiert. Auf Šolta gibt es weder genug Handwerksbetriebe und Arbeitskräfte, noch wird Rücksicht auf die typische Architektur der Insel genommen. Die gesamte Wertschöpfung fließt ins Ausland.

## Geschichte

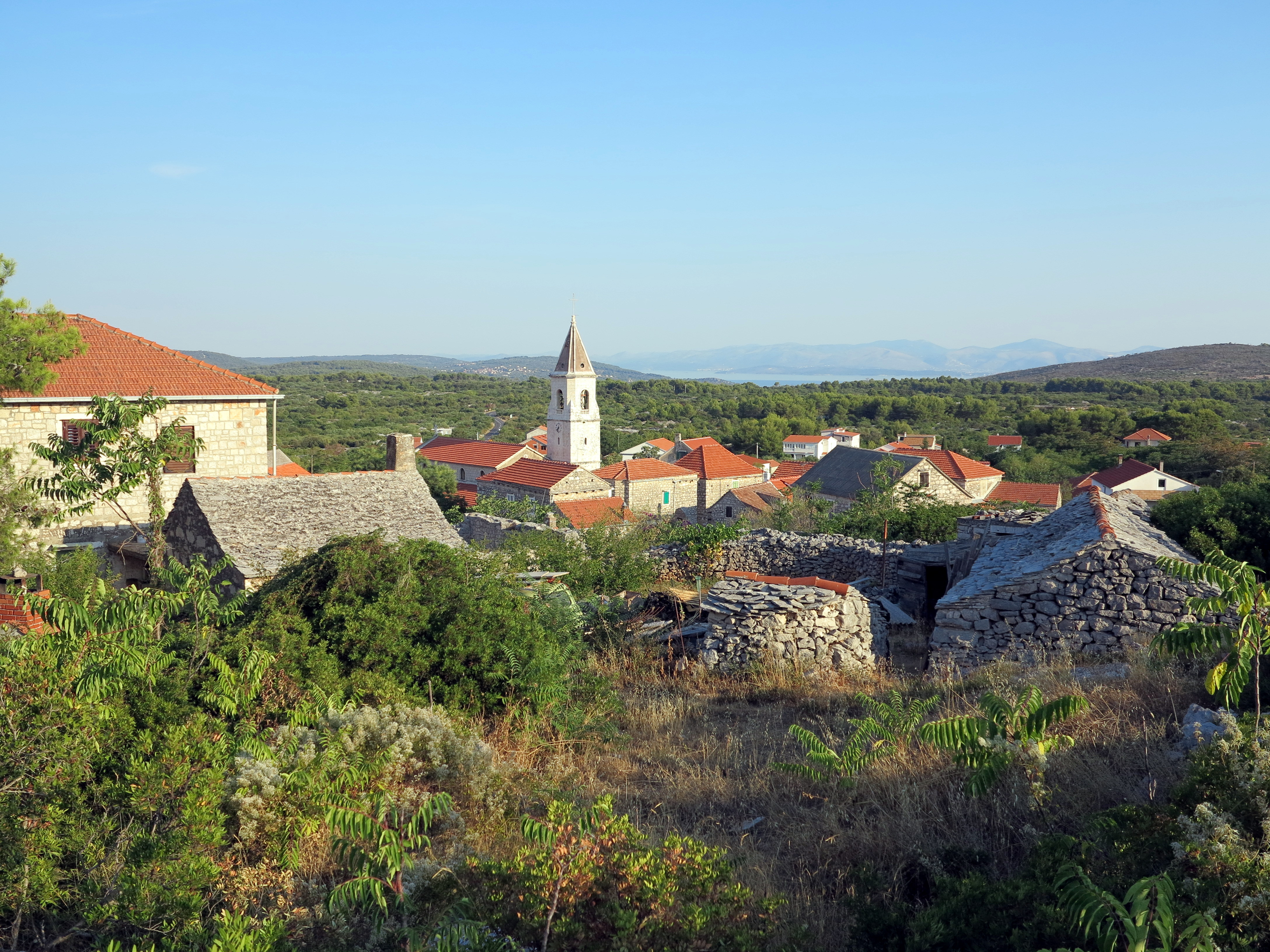
Blick vom Burgberg

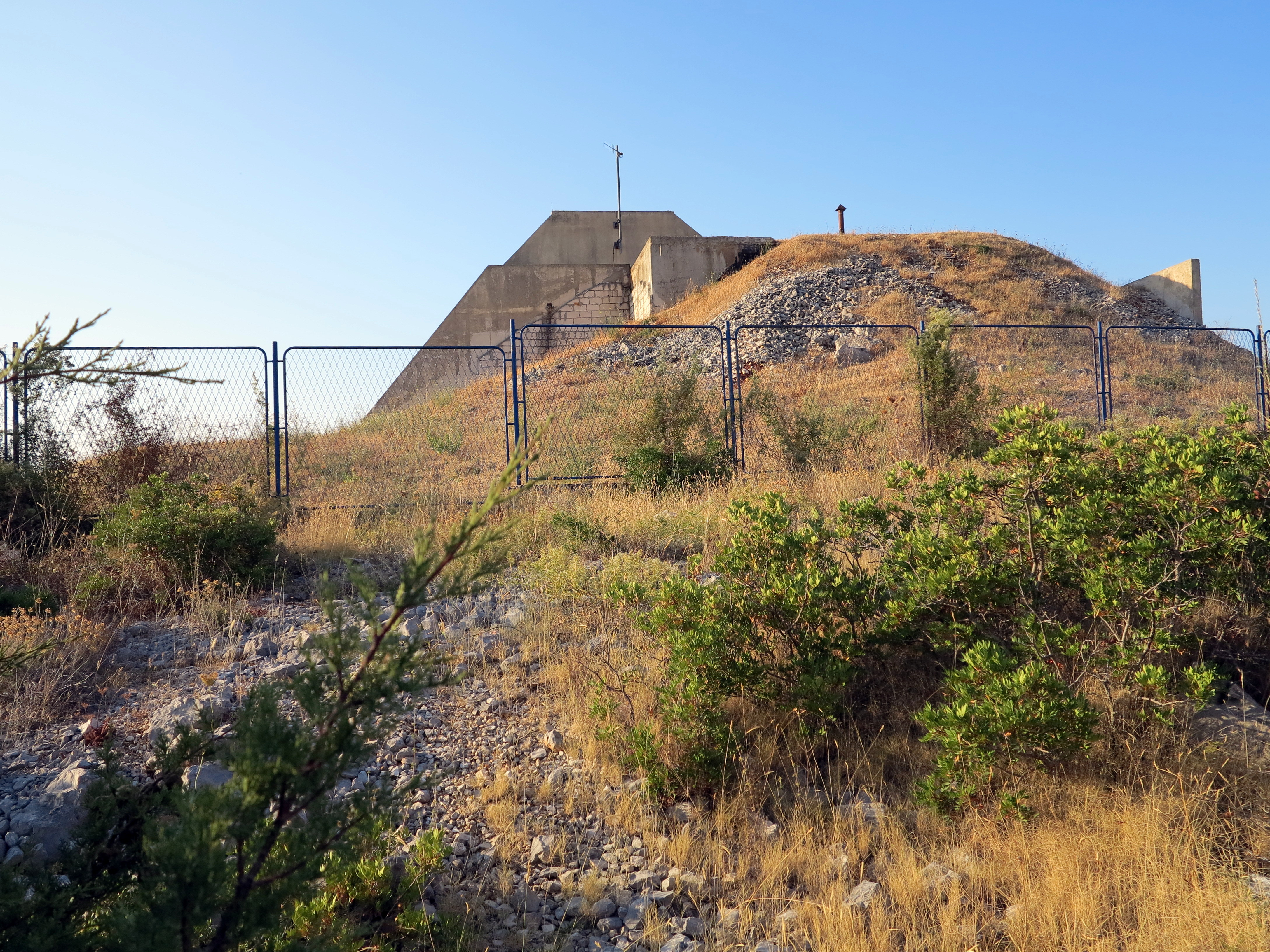
Der Wasserspeicher

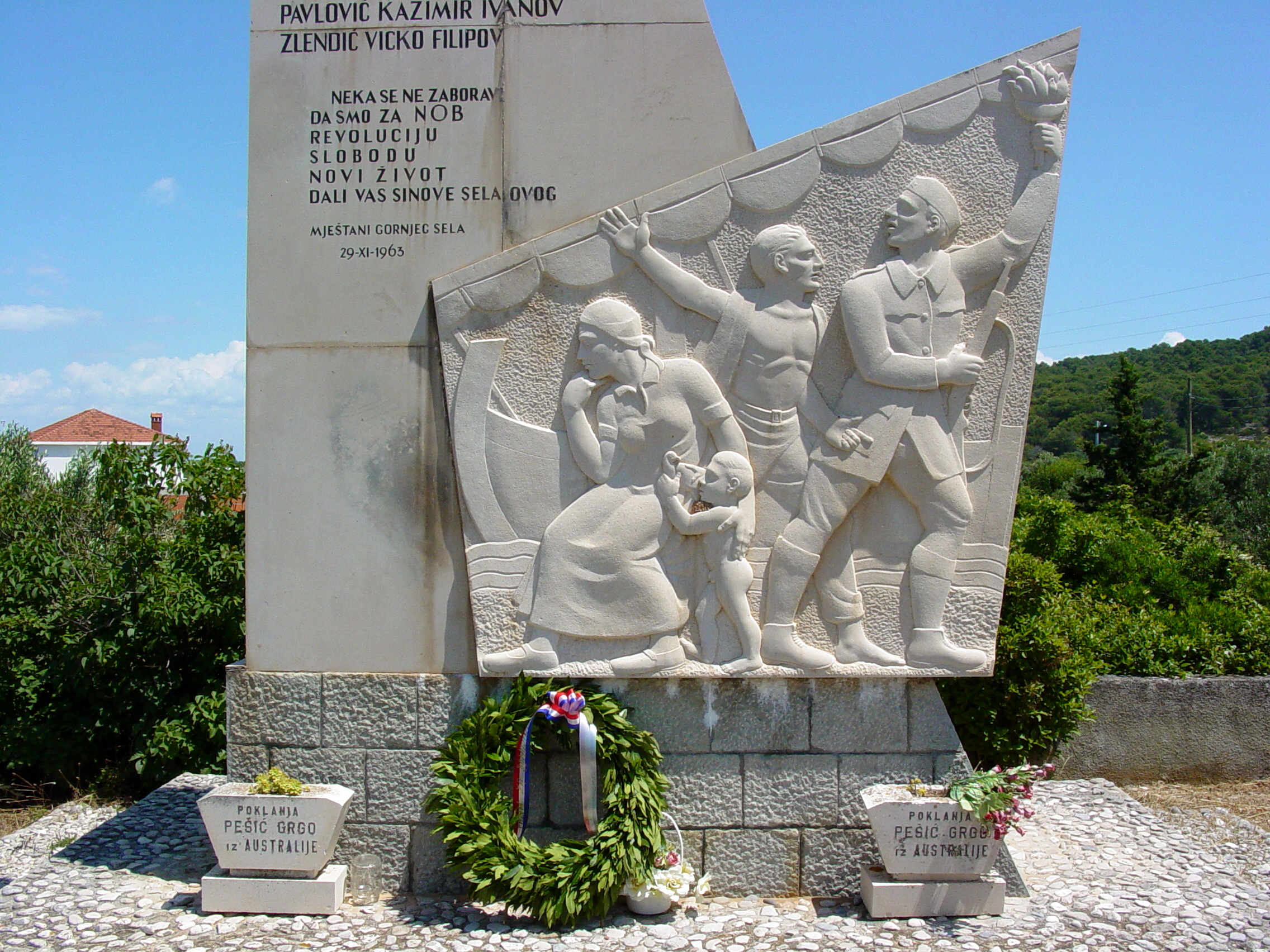
Kriegerdenkmal

Um das Dorf finden sich eine Reihe von prähistorischen Hügelgräbern. Auf der Vela Straža gab es eine illyrische  Festung. Bauteile einer römischen Villa rustica wurden beim Bau der Bushaltestelle verwendet. Die erste schriftliche Erwähnung des Ortes datiert von 1445 als Villa superior. Auch zur Zeit der Österreichisch-Ungarischen Monarchie wird der Ort in der Verwaltung noch bis 1918 mit dem italienischen Namen Villa Superior angeführt. Gornje Selo wurde auf der Insel lange einfach als Gornje polje (oberes Feld) bezeichnet und die Bewohner hießen Goripojci, Goripojke, Goripojani oder Goripojanke.
Das Dorf lag bis zum Anfang der Neuzeit zwei Kilometer weiter nördlich als heute. Dort gab es zwei Wachtürme, deren Ruinen immer noch zu sehen sind. Das Kastell hat Schießscharten nach allen Seiten. Wahrscheinlich wurden diese Türme als Schutz der Bevölkerung vor Piraten erbaut. Ursprünglich war eine Zisterne, die befestigt wurde. In römischer Zeit gehörte sie zu einer Villa rustica. Gornje Selo ist das erste Dorf vom einzigen früheren Hafen, Stomorska, ins Inselinnere. Aus diesem Grund wurde vermutlich das Dorf zum heutigen Platz verlegt. Anstelle des heutigen Wasserspeichers gab es eine Befestigungsanlage.
In der Nähe der Ruinen der Wachtürme gab es vom 13. bis 15. Jahrhundert das Benediktinerkloster Madonna unter den Tannen, das man nur aus Dokumenten kennt. In dessen Umgebung, nordöstlich von Gornje Selo, liegt die Kirche der Madonna von Stomorija. Zwei Grabplatten von Einsiedlern stammen aus der ersten Hälfte des 17. Jahrhunderts. Die Kirche war für die Šolteraner ein beliebter Wallfahrtsort. Kurz vor Maria Himmelfahrt pilgerten man von der ganzen Insel, das letzte Stück von Gornje Selo sogar barfuß, zum Madonnenbildnis. Bei großer Dürre wurde das Madonnenbild zur Kirche des hl. Ivan in Gornje Selo getragen und eine Woche lang gebetet und Rituale vollzogen, um den Regen herbeizurufen.
Ein kulturelles Zentrum des Dorfes ist die katholische Kirche Johannes dem Täufer geweiht und 1859 erbaut. Sie wurde vom
Ritter Marin Bavčevič, der durch Handelsgeschäfte in Tunesien und der Türkei reich geworden war, gespendet. Nach einer anderen Überlieferung wurde er in der kurzen Phase der französischen Herrschaft in Dalmatien von 1805 bis 1815 (Illyrischen Provinzen) reich, da er ein Parteigänger Napoleon Bonapartes war. Bavčevič wollte seine alte Heimat ehren, indem er den Bau einer monumentalen Kirche in Auftrag gab. Als er zur Kirchweihe zurückkam, war er  über die in seinen Augen viel zu klein geratene Kirche sehr enttäuscht. Man sagt, er sei nie mehr nach Šolta gekommen. Stattdessen baute er eine große Kirche Santa Maria im heutigen Istanbul (Carigrad). Dennoch ist dreischiffige Basilika in Gornje Selo für eine Dorfkirche auf Šolta nicht gerade klein. Ober dem Eingangsportal befindet sich eine Inschrift des Wohltäters. Der Maler der Fresken in der Kirche war Bartul Petrič aus Starigrad und Split. Das Altarbild stammt von Antonio Zuccaro.
Traurige Berühmtheit erlangte eine Karsthöhle in der Gegend von Gornje Selo, die Jama. Man erzählt, dass dort Anfang der 1940er Jahre von Tito-Partisanen Personen hingerichtet wurden, die mit den italienischen Faschisten unter Benito Mussolini, die Šolta besetzt hatten, kollaborierten.

## Bevölkerungsentwicklung
| Bevölkerungsentwicklung 1857–2011 | Bevölkerungsentwicklung 1857–2011 | Bevölkerungsentwicklung 1857–2011 | Bevölkerungsentwicklung 1857–2011 | Bevölkerungsentwicklung 1857–2011 | Bevölkerungsentwicklung 1857–2011 | Bevölkerungsentwicklung 1857–2011 | Bevölkerungsentwicklung 1857–2011 | Bevölkerungsentwicklung 1857–2011 | Bevölkerungsentwicklung 1857–2011 | Bevölkerungsentwicklung 1857–2011 | Bevölkerungsentwicklung 1857–2011 | Bevölkerungsentwicklung 1857–2011 | Bevölkerungsentwicklung 1857–2011 | Bevölkerungsentwicklung 1857–2011 | Bevölkerungsentwicklung 1857–2011 |
| --------------------------------- | --------------------------------- | --------------------------------- | --------------------------------- | --------------------------------- | --------------------------------- | --------------------------------- | --------------------------------- | --------------------------------- | --------------------------------- | --------------------------------- | --------------------------------- | --------------------------------- | --------------------------------- | --------------------------------- | --------------------------------- |
| 1857                              | 1869                              | 1880                              | 1890                              | 1900                              | 1910                              | 1921                              | 1931                              | 1948                              | 1953                              | 1961                              | 1971                              | 1981                              | 1991                              | 2001                              | 2011                              |
| 356                               | 517                               | 491                               | 592                               | 715                               | 725                               | 809                               | 641                               | 629                               | 578                               | 437                               | 349                               | 252                               | 252                               | 217                               | 237                               |